# أحمد زويل

أحمد زويل حائز على جائزة نوبل

أحمد حسن زويل (26 فبراير 1946 – 2 أغسطس 2016) هو عالم كيميائي مصري أمريكي حاصل على جائزة نوبل في الكيمياء لسنة 1999 لأبحاثه في مجال كيمياء الفيمتو، إذ اخترع ميكروسكوب يُصوِّر أشعة الليزر في زمن مقداره فمتوثانية، وهكذا يمكن رؤية الجزيئات أثناء التفاعلات الكيميائية، ويُعدُّ هو رائد علم كيمياء الفيمتو، ولقب بـ«أبى كيمياء الفيمتو»، وهو أستاذ الكيمياء وأستاذ الفيزياء في معهد كاليفورنيا للتقنية. توفي في عام 2016.

## نشأته وتعليمه

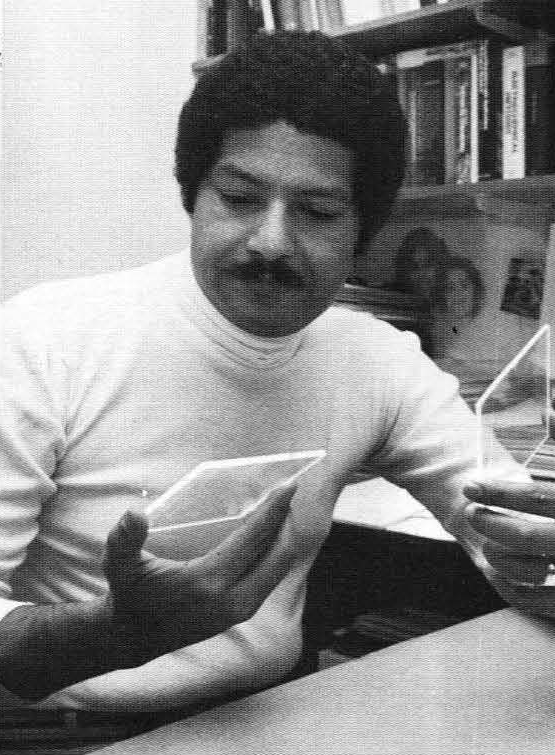
أحمد زويل في عام 1986.

ولد أحمد حسن زويل في 26 فبراير 1946 بمدينة دمنهور، محافظة البحيرة، وفي سن 4 سنوات انتقل مع أسرته إلى مدينة دسوق بمحافظة كفر الشيخ حيث نشأ وتلقّى تعليمه الأساسي والثانوي هناك. التحق بكلية العلوم جامعة الإسكندرية بعد حصوله على الثانوية العامة، وحصل على بكالوريوس العلوم بامتياز مع مرتبة الشرف عام 1967 في الكيمياء، وعمل معيدًا بالكلية، ثم حصل على درجة الماجستير عن بحث في علم الضوء.
سافر إلى الولايات المتحدة لمواصلة دراسته في منحة دراسية، وحصل على درجة الدكتوراه من جامعة بنسلفانيا في علوم الليزر. ثم عمل باحثا في جامعة كاليفورنيا، بركلي (1974-1976). ثم انتقل للعمل في معهد كاليفورنيا للتكنولوجيا منذ 1976، وهي من أكبر الجامعات العلمية في الولايات المتحدة الأمريكية. حصل على الجنسية الأمريكية عام 1982. تدرَّج في المناصب العلمية الدراسية داخل جامعة كالتك إلى أن أصبح أستاذًا رئيسيًّا لعلم الكيمياء بها، وهو أعلى منصب علمي جامعي في الولايات المتحدة الأمريكية خلفًا للينوس باولنغ الذي حصل على جائزة نوبل مرتين؛ الأولى في الكيمياء والثانية في السلام العالمي.

## إنجازاته
- ابتكر الدكتور أحمد زويل نظام تصوير سريع للغاية يعمل باستخدام الليزر له القدرة على رصد حركة الجزيئات عند نشوئها وعند التحام بعضها ببعض، والوحدة الزمنية التي تُلتقط فيها الصورة هي فمتوثانية، وهو جزء من مليون مليار جزء من الثانية.
- نشر أكثر من 350 بحثا علميا في المجلات العلمية العالمية المتخصصة مثل: مجلة ساينس ومجلة نيتشر.
- ورد اسمه في قائمة الشرف بالولايات المتحدة التي تضم أهم الشخصيات التي ساهمت في النهضة الأمريكية، وجاء اسمه رقم 9 من بين 29 شخصية بارزة باعتباره أهم علماء الليزر في الولايات المتحدة (تضم هذه القائمة ألبرت أينشتاين، وألكسندر غراهام بيل).

## جائزة نوبل
في يوم الثلاثاء 21 أكتوبر 1999 حصل أحمد زويل على جائزة نوبل في الكيمياء عن اختراعه لكاميرا لتحليل الطيف تعمل بسرعة الفيمتوثانية (بالإنجليزية: Femtosecond Spectroscopy)، ودراسته للتفاعلات الكيميائية باستخدامها، ليصبح بذلك أول عالم مصري وعربي يفوز بجائزة نوبل في الكيمياء، وليدخل العالم كله في زمن جديد لم تكن البشرية تتوقع أن تدركه لتمكنه من مراقبة حركة الذرات داخل الجزيئات أثناء التفاعل الكيميائي عن طريق تقنية الليزر السريع. وقد أعربت الأكاديمية السويدية الملكية للعلوم أنه قد تم تكريم د/زويل نتيجة للثورة الهائلة في العلوم الكيميائية من خلال أبحاثه الرائدة في مجال ردود الفعل الكيميائية واستخدام أشعة الليزر، حيث أدت أبحاثه إلى ميلاد ما يسمي بكيمياء الفيمتوثانية واستخدام آلات التصوير الفائقة السرعة لمراقبة التفاعلات الكيميائية بسرعة الفيمتوثانية. وقد أكدت الأكاديمية السويدية في حيثيات منحها الجائزة لأحمد زويل أن هذا الاكتشاف قد أحدث ثورة في علم الكيمياء وفي العلوم المرتبطة به، إذ أن الأبحاث التي قام بها تسمح لنا بأن نفهم ونتنبأ بالتفاعلات المهمة.

## الجوائز والتكريمات

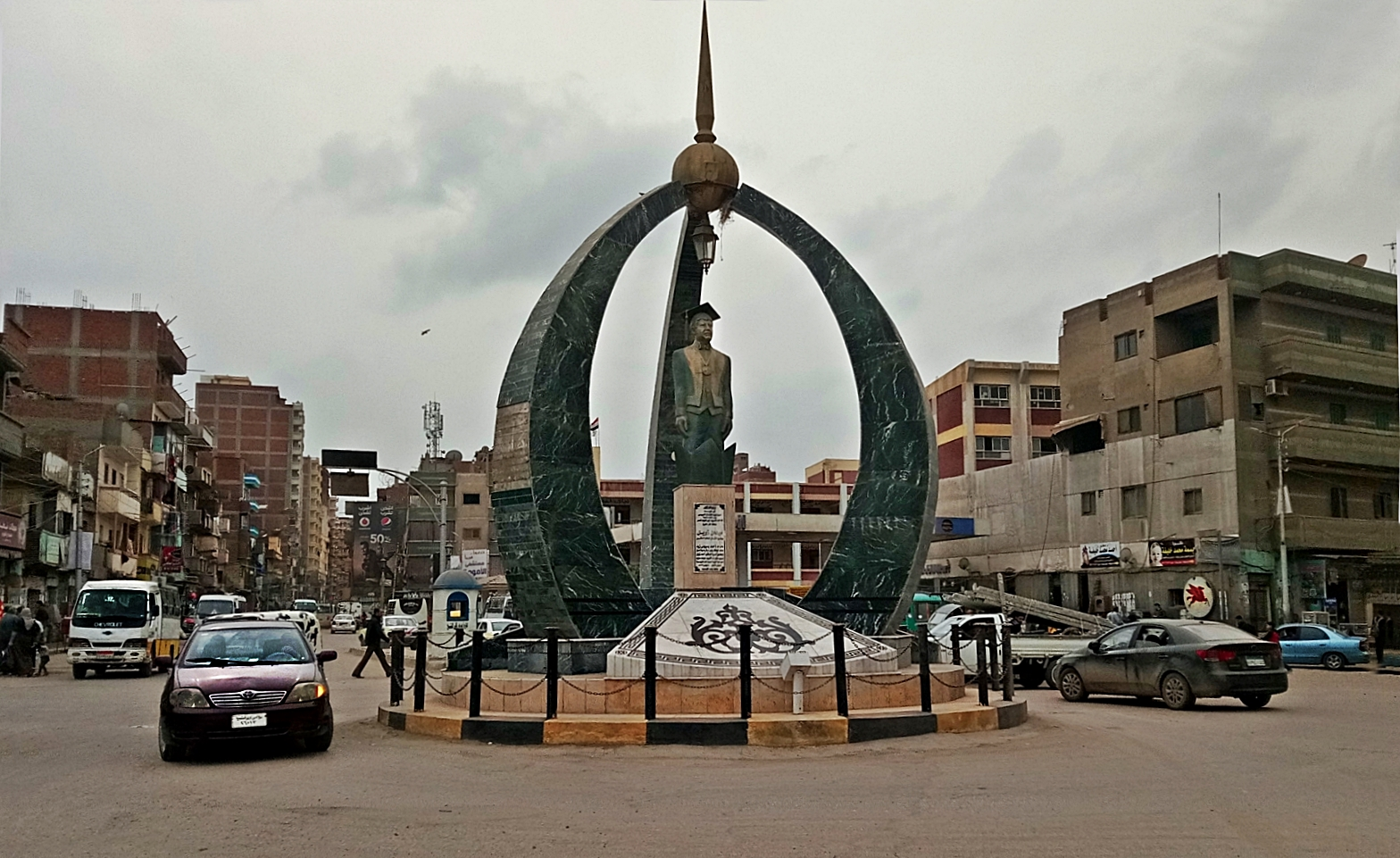
ميدان أحمد زويل بمدينة دسوق التي عاش بها، سمي بهذا الاسم بعد حصوله على جائزة نوبل.

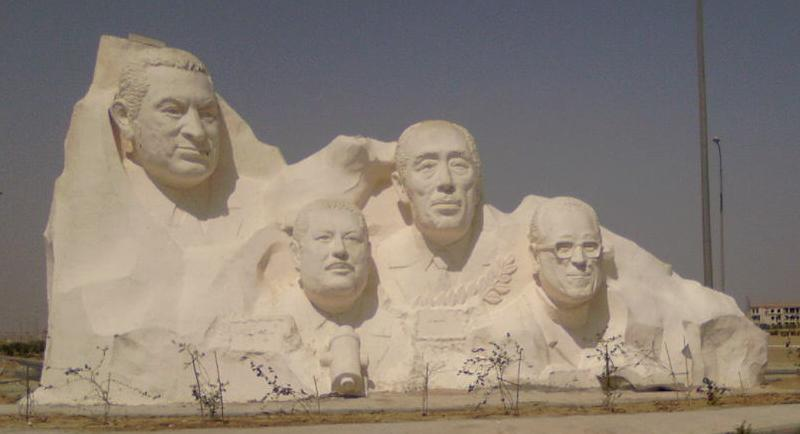
نصب تذكاري لشخصيات مصرية شهيرة، يضم أحمد زويل.

حصل الدكتور أحمد زويل على جائزة نوبل وكذلك حصل على العديد من الأوسمة والنياشين والجوائز العالمية لأبحاثه الرائدة في علوم الليزر وعلم الفيمتو التي حاز بسببها علي 31 جائزة دولية منها:
- جائزة ماكس بلانك وهي الأولى في ألمانيا.
- جائزة وولش الأمريكية.
- جائزة هاريون هاو الأمريكية.
- جائزة الملك فيصل العالمية في العلوم.
- جائزة هوكست الألمانية.
- انتُخب عضوا في أكاديمية العلوم والفنون الأمريكية.
- ميدالية أكاديمية العلوم والفنون الهولندية.
- جائزة الامتياز باسم ليوناردو دا فينشي.
- حصل على الدكتوراه الفخرية من جامعة أوكسفورد والجامعة الأمريكية بالقاهرة وجامعة الإسكندرية.
- جائزة ألكسندر فون هومبولت من ألمانيا الغربية، وهي أكبر جائزة علمية هناك.
- جائزة باك وتيني من نيويورك.
- جائزة السلطان قابوس في العلوم والفيزياء سنة 1989، سلطنة عمان.
- جائزة وولف الإسرائيلية في الكيمياء لعام 1993.
- وسام بنجامين فرنكلن سنة 1998 على عمله في دراسة التفاعل الكيميائي في زمن متناهي الصغر (فمتوثانية) يسمى كيمياء الفيمتو.
- جائزة نوبل للكيمياء لإنجازاته في نفس المجال سنة 1999.
- انتخبته الأكاديمية البابوية، ليصبح عضوا بها ويحصل على وسامها الذهبي سنة 2000.
- جائزة وزارة الطاقة الأمريكية السنوية في الكيمياء.
- جائزة كارس من جامعة زيورخ، في الكيمياء والطبيعة، وهي أكبر جائزة علمية سويسرية.
- انتخب بالإجماع عضوا بالأكاديمية الأمريكية للعلوم.
- وسام الاستحقاق من الطبقة الأولى من الرئيس السابق محمد حسني مبارك عام 1995.
- قلادة النيل العظمى، وهي أعلى وسام مصري.
- في أبريل 2009 أعلن البيت الأبيض عن اختيار د/أحمد زويل ضمن مجلس مستشاري الرئيس الأمريكي للعلوم والتكنولوجيا، والذي يضم 20 عالما مرموقا في عدد من المجالات.
- قلادة بريستلي، أرفع وسام أمريكي في الكيمياء سنة 2011.
- دكتوراه فخرية من جامعة سيمون فريزار سنة 2014.[37]
- كما أُطلق اسمه على بعض الشوارع والميادين في مصر. وأصدرت هيئة البريد المصري طابع بريد باسمه وصورته، وأُطلق اسمه على صالون الأوبرا.

## منشوراته
من منشورات الدكتور أحمد زويل:
- رحلة عبر الزمن.. الطريق إلى نوبل
- عصر العلم: وقد تم إصداره سنة 2005
- الزمن: وقد تم إصداره في سنة 2007[39]
- حوار الحضارات: وهو آخر مؤلفات الدكتور زويل المنشورة بالعربية، وذلك في سنة 2007.
- التصوير الميكروسكوبي الإلكتروني رباعي الأبعاد (بالإنجليزية: 4D Electron Microscopy: Imaging in Space and Time): كتاب بالإنجليزية عن استخدام المجهر الإلكتروني في الدراسة المجهرية للحصول علي معلومات رباعية الأبعاد كثيرة مقارنة بالأدوات العلمية الأخري.
- علم الأحياء الفيزيائي - من الذرات إلي الطب (بالإنجليزية: Physical Biology: From Atoms to Medicine): كتاب بالإنجليزية عن أحدث الطرق والمفاهيم في السلوك الكيميائي والحيوي

## الحياة الشخصية
عاش البروفيسور أحمد زويل في سان مارينو، لوس أنجلوس. وهو أستاذ رئيسي بعد لينوس باولنغ في الكيمياء الفيزيائية، وأستاذ الفيزياء في كالتيك، وهو متزوج من السيدة «ديما زويل» (الفحام)، وهي ابنة شاكر الفحام، وتعمل طبيبة. تم تعيينه أخيرا كمبعوث علمي للولايات المتحدة لدول الشرق الأوسط.

## مدينة زويل للعلوم والتكنولوجيا

شعار مدينة زويل.

مدينة زويل للعلوم والتكنولوجيا هو مشروع مبادر لتطوير العلم والتعليم في مصر، وسُميت باسم أحمد زويل، وهي مؤسسة تتمتع بالاستقلالية التامة، وتُموَّل عبر التبرعات من الهيئات والأشخاص. تم بناء المشروع في مدينة 6 أكتوبر على مساحة 270 فدان، وذلك بعد حصوله علي موافقة من رئيس الوزراء عصام شرف.

## الانتخابات الرئاسية لعام 2012
حول ما تردد عن وجود طموح سياسي له؛ قال الدكتور أحمد زويل:
إلا أنه بعد أحداث ثورة 25 يناير قد صرح بأن المسؤولية الوطنية الملقاة على عاتقه جعلته يدخل في مرحلة التفكير في الترشح لانتخابات الرئاسة المقبلة.

## وفاته

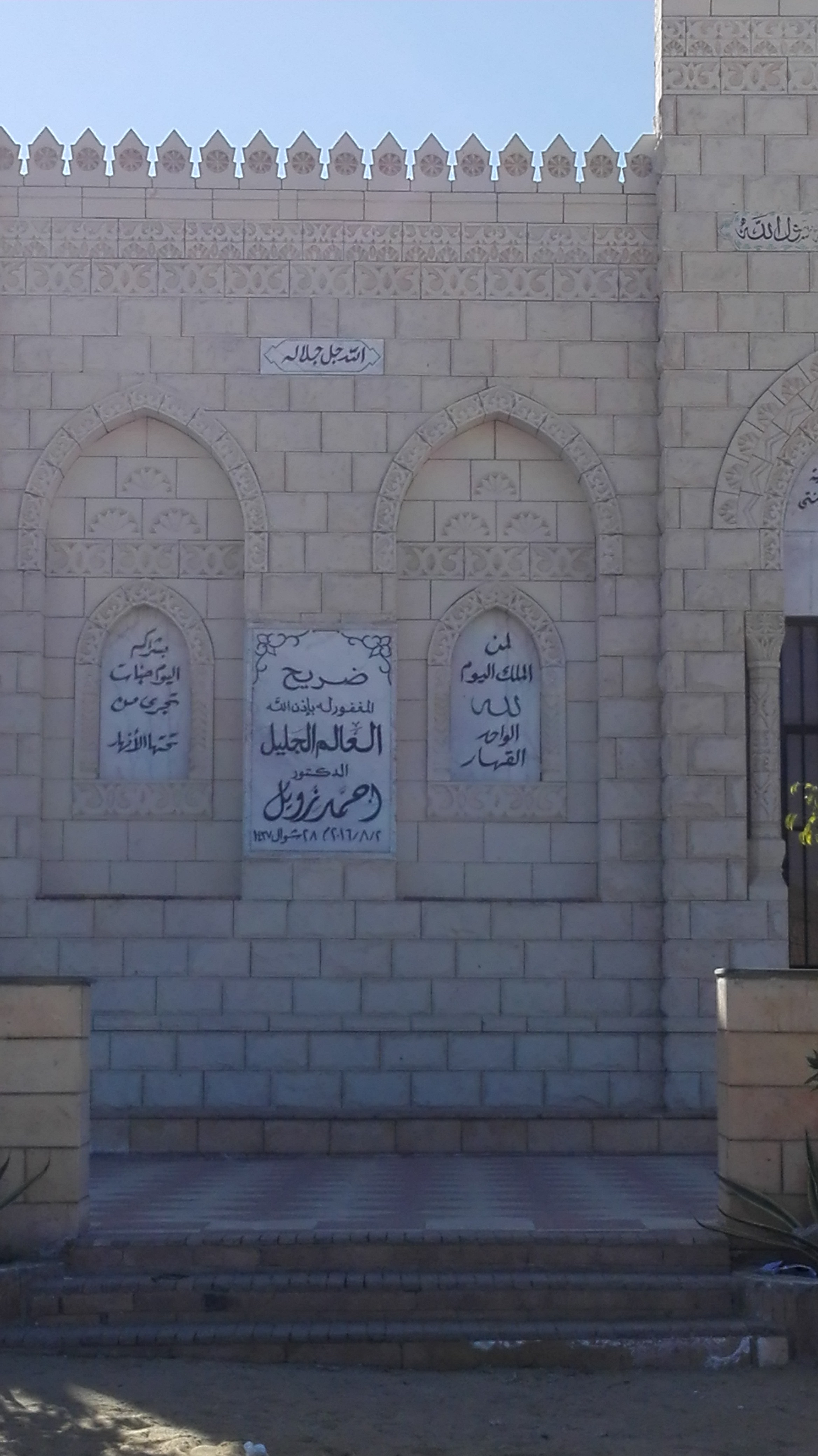
ضريح العالم المصري أحمد زويل في مدينة السادس من أكتوبر.

أعلن التلفزيون المصري بتاريخ 2 أغسطس 2016 وفاة العالم الدكتور أحمد زويل في الولايات المتحدة بعد صراع مع المرض، عن عمر ناهز السبعين عاماً. وقد كان زويل قبل وفاته يعاني من ورم سرطاني في النخاع الشوكي. وكان قد أعلن في وقت سابق أنه تخطي الفترة الحرجة من مرضه: «تعديت الفترة الحرجة من مرضي، وأنا بحالة جيدة الآن.. أنا في نهايات مراحل العلاج والنقاهة.»
أقيمت له جنازة عسكرية في 7 أغسطس حضرها رئيس الجمهورية عبد الفتاح السيسي وقيادات الدولة.

## وصلات خارجية
- أحمد زويل على موقع IMDb (الإنجليزية)
- أحمد زويل على موقع الموسوعة البريطانية (الإنجليزية)
- أحمد زويل على موقع مونزينجر (الألمانية)
- أحمد زويل على موقع إن إن دي بي (الإنجليزية)

- Ahmad Zewail's Caltech website
- موقع مدينة زويل